# 哥斯达黎加人民党
哥斯达黎加人民党（西班牙语：Partido del Pueblo Costarricense）是哥斯达黎加的一个已不存在的共产主义政党。该党成立于1985年4月，由原属于人民先锋党的一个派系创建，该派别已于1984年3月被人民先锋党开除。2006年后，该党的活动再未见于报道，该党可能已经解散。该党的创始人是Eduardo Mora Valverde。该党的现任领导人是Pablo Morales Rivera。该党出版刊物《自由》。